# Shōji Nishimura
Shōji Nishimura (西村 祥治 Nishimura Shōji?,  Akita, 30 de noviembre de 1889-Estrecho de Surigao, 24 de octubre de 1944) fue un vicealmirante de la Armada Imperial Japonesa durante la Segunda Guerra Mundial.

## Biografía
Nishimura era originario de la prefectura de Akita, en la región norte de Tōhoku de Japón. Se graduó de la 39na generación de la Academia Naval Imperial Japonesa en 1911. 
Acudió a la escuela naval de artillería y torpedos entre 1914 y 1915, después de lo cual fue asignado al destructor Yūgiri, al crucero Yakumo y el buque de guerra Haruna.
En 1917 ya como teniente, se especializó en navegación sirviendo en numerosas embarcaciones de la Armada Imperial, pero fue hasta el 1 de noviembre de 1926 que estuvo al mando de su primer barco: el destructor Kiku.
Fue promovido como capitán en 1934 y subió hasta vicealmirante el 1 de noviembre de 1943.
Nishimura participó en distintas batallas de la Segunda Guerra Mundial como en la Batalla de Guadalcanal, la Batalla del Mar de Java donde hundió al  HMS Exeter y sus destructores de escolta y la Batalla del Golfo de Leyte.
Durante la Batalla del Golfo de Leyte, Nishimura fue nombrado como comandante de "las fuerzas del sur" durante la Operación Sho, la cual tenía por objetivo llevar a cabo una batalla final y decisiva en contra de la flota estadounidense con las Filipinas como escenario. 
El plan intrincado concebido por Takeo Kurita, era introducir la fuerza de Nishimura como un tercer ariete en el Golfo de Leyte y atenazar a las fuerzas de desembarco estadounidenses.
La fuerza de Nishimura consistía en los acorazados Fusō y Yamashiro,  y los destructores, Michishio, Asagumo y Yamagumo. También contaba con una segunda fuerza conducida por el almirante Shima con el crucero Mogami, Ashigara, Nachi y el destructor Shigure.
Nishimura se adentró en el estrecho a eso de las 22 horas estando previamente bien informado de la presencia de superiores fuerzas enemigas en su camino y fue sorprendido y atacado por lanchas PT, aún sabiéndose descubierto siguió estoicamente adelante con el plan ya que confiaba en su superior adiestramiento en combate nocturno que era el expertize de la marina japonesa, pero el factor sorpresa ya se había perdido.
EL 24 de octubre de 1944 en la noche a eso de las 03 horas , comenzó la llamada Batalla del Estrecho de Surigao donde el Yamashiro que estaba desplegado a la vanguardia, contactó con las fuerzas estadounidenses que consistían de seis acorazados, ocho cruceros, 29 destructores y 39 botes torpederos motorizados al mando del almirante Jesse B. Oldendorf. 
La flota de Nishimura fue categóricamente aplastada debido a un contundente ataque torpedero, al cañoneo por radar,  y andanadas provenientes de los cruceros estadounidenses, su fuerza no tuvo oportunidad alguna y fue devastada, hundiéndose los acorazados Fusō al sur del estrecho y Yamashiro al norte del mismo, los destructores Michishio, Asagumo y Yamagumo y él mismo pereció al volcarse y hundirse el Yamashiro en menos de un minuto.
El almirante Shima consiguió escapar a duras penas solo el crucero Mogami y el destructor Shigure que venían a retaguardia. El crucero Mogami muy vapuleado sería atacado y hundido más tarde.